# Clitiga rarissima
Clitiga rarissima är en stekelart som beskrevs av Heinrich 1965. Clitiga rarissima ingår i släktet Clitiga och familjen brokparasitsteklar. Inga underarter finns listade i Catalogue of Life.